# Меган Фонтено
Меган Фонтено (англ. Megan Fonteno, 5 березня 1993) — американська плавчиня.
Учасниця Олімпійських Ігор 2012 року, де в попередніх запливах на дистанції 
100 метрів вільним стилем посіла 26-те місце і не потрапила до півфіналів.